# Jonas Burki
Jonas Burki (* 8. November 1862 in Biberist; † 24. September 1923 in Solothurn) war ein Schweizer Landwirt und Politiker (KVP).

## Leben

### Familie
Jonas Burki gehörte zur Biberister Familie Burki und war der Sohn von Johann Jonas Burki und dessen Ehefrau Louise geb. Kaiser.
Sein Onkel war der freisinnige Politiker Simon Kaiser.
Er war seit 1892 mit Regina, die Tochter des Bauern Niklaus Zuber verheiratet; gemeinsam hatten sie zwölf Kinder.
Jonas Burki verstarb in einer Solothurner Privatklinik während einer Magenoperation.

### Werdegang
Jonas Burki besuchte die Primar- sowie Bezirksschule und übernahm 1887 den väterlichen Landwirtschaftsbetrieb.
In der Zeit von 1896 bis 1923 war er Solothurner Kantonsrat, deren Vizepräsident er 1913 wurde, und den er 1915 präsidierte.
1908 erfolgte seine Wahl in den Verwaltungsrat der Eisenbahn Solothhurn-Schönbühl und 1910 in die Schätzungskommission.
Von 1908 bis 1918 war er Kantonalpräsident der Konservativen Volkspartei; in dieser Zeit wurde er 1916 Verwaltungsrat der Solothurner Kantonalbank.
Am 4. Dezember 1922 wurde er zum Nationalrat gewählt; nach seinem Tod folgte ihm der Redakteur August Jäggi (1879–1947).
Er war Verwaltungsrat der Sparkasse Kriegstetten sowie der Buch- und Kunstdruckerei Union.

### Politisches Wirken
Jonas Burki war während einiger Jahrzehnte Einwohner-, Bürger- sowie Kirchgemeinderat in Biberist und für zwanzig Jahre Forstpräsident.
Er war der erste politische Organisator der katholischen Bauern Solothurns und gründete in den frühen 1880er Jahren die katholische Bezirkspartei des Bezirks Wasseramt, die er bis zu seinem Tod leitete und wurde durch die Entstehung der bernischen Fortschrittlichen Bürgerpartei, später Bauern-, Gewerbe- und Bürgerpartei, dazu bewogen, 1918 innerhalb der Solothurner Konservativen Volkspartei  eine Bauerngruppe im Kanton Solothurn zu gründen, deren ständiger Präsident er war.
Er gehörte zu den frühesten Förderern des landwirtschaftlichen Bildungswesens im Kanton Solothurn. 1902 reichte er im Kantonsrat eine Motion ein, die die Schaffung einer Landwirtschaftlichen Winterschule verlangte. Eine solche wurde darauf 1909 in der Steingrube in Solothurn gegründet, bis sie 1932 auf den Wallierhof in Riedholz verlegt wurde, in der sich heute eine Land- und Hauswirtschaftlichen Schule befindet.
Er forderte 1912, gemeinsam mit Josef Walliser (1879–1945), den Regierungsratsproporz, der in den folgenden Jahren immer wieder verhandelt wurde; der Vorstoss wurde erst 1963 abgeschrieben.
Durch die Gründung einer Bauerngruppe innerhalb der Solothurner Konservativen Volkspartei, erreichte er, dass die der katholisch-konservativen Partei angehörenden Bauern im Vorstand des freisinnig dominierten Landwirtschaftlichen Kantonalvereins ab den frühen 1920er Jahren auch vertreten waren.
Schweizweit bekannt wurde er im Frühling 1923 als Gegner der neuen Alkoholordnung, die unter anderem eine Ausdehnung des Monopols auf den Obstbereich anstrebte. Auf der Delegiertenversammlung des Schweizerischen Bauernverbandes (heute Schweizer Bauernverband) am 2. Mai 1923 in Bern vertrat er, zusammen mit Kantonsrat Meinrad Oeggerli (1861–1932) aus Neuendorf, erfolglos den ablehnenden Standpunkt, während Bundespräsident Karl Scheurer und Bundesrat Jean-Marie Musy sowie Ernst Laur (1896–1968) erfolgreich für ein Ja plädierten. Obwohl sich der Schweizerische Bauernverband in der Folge vehement für die Vorlage einsetzte, wurde sie in der Volksabstimmung vom 3. Juni 1923 abgelehnt. Im Kanton Solothurn stimmten lediglich 20,5 % der abstimmenden Männer zu.

## Mitgliedschaften
Jonas Burki war Vizepräsident des Landwirtschaftlichen Kantonalvereins.